# 福晋叶赫那拉氏 (清太宗)
福晋叶赫那拉氏，後世文獻改稱為侧妃叶赫那拉氏。皇太極之福晉，生皇太極第五子碩塞。来自于皇太极母亲孟古哲哲的家族。

## 生平
《爱新觉罗宗谱·星源集庆》对她的生世记载简略，仅知其父为贝勒阿纳布，她即金台石同族之女。皇太极之母孟古哲哲的父亲叶赫贝勒杨吉砮与她的祖父雅林布为堂兄弟。杨吉砮与雅林布的祖父同為祝孔革，而她的父亲阿纳布是雅林布的第四子。现代研究者引用中国第一历史档案馆所藏康熙朝满文折件，称那拉氏共有过四次婚姻，三次改嫁。
她的第一任丈夫喀爾喀瑪是烏拉貝勒的族人（喀爾喀瑪即布颜第四子布准之长子，满泰和布占泰的堂弟），後逃到叶赫部被葉赫東城貝勒金台石撫養，金台石便将族女那拉氏嫁给了他。两人婚後育有两子。天命四年（1619年），後金汗王努尔哈赤消灭叶赫部，丈夫喀爾喀瑪被編為正黄旗包衣人。不久，喀爾喀瑪被努爾哈赤下令處死，那拉氏被拨给皇太极。葉赫那拉氏成為諸福晉的其中一員。
天命五年（1620年）三月，小妻塔因查檢舉努爾哈赤的大福晉竊藏很多金銀財物，相關部門發現大福晉私藏的衣物大多是她不應該擁有的物品，努爾哈赤命葉赫之納納昆福晉和烏雲珠阿巴蓋福晉看那些物品，告訢她們大福晉所犯之罪。此外，努爾哈赤将大福晉所製蟒緞被二床和閃緞褥二床，賜與葉赫二福晉各一套。檔案簡稱這兩位福晉為「葉赫二福晉」，惟當時努爾哈赤可稱為福晉的妻室中，僅有孟古哲哲堂妹、松古图之母来自叶赫部。故，另外一位叶赫福晋，是否是皇太極福晉的她，无法考证。
天聪二年（1628年）十二月二十四日亥時，那拉氏生下皇太極第五子和碩承澤裕親王硕塞。后來，皇太極命令那拉氏從後宮出去，嫁給伊蘇特之原任內大臣詹土謝圖。詹土謝圖打猎时被虎伤身亡。那拉氏改嫁镶黄旗轻车都尉达尔琥。达尔琥是哈达部孟格布禄贝勒的族人。最终，那拉氏在达尔琥家逝世。